# Monounsøen
Monounsøen er en kratersø i det vestlige Cameroun også kaldet en af dødens søer. Den 15. august 1984 eksploderede søen i et udslip af kuldioxyd formentlig da der skete en bundvending i søen, udløst af et mindre jordskælv. Ved udslippet døde 37 mennesker. To år senere skete en tilsvarende naturkatastrofe i Nyossøen med meget større fatale konsekvenser.

## Eksterne links
- Final step of the 32-year Lake Nyos degassing adventure: Natural CO2 recharge is to be balanced by discharge through the degassing pipes. Journal of African Earth Sciences 2020
- Killer lakes in Cameroon may strike again
- Volcanic Lakes and Gas Releases Arkiveret 24. december 2013 hos  Wayback Machine
- BBC News 27 Sep 2005: Action needed on deadly lakes
- Mechanics of the switching on of the trigger mechanism of limnological catastrophes

5°34′41″N 10°34′54″Ø / 5.57806°N 10.58167°Ø